# Châteauneuf-la-Forêt
Châteauneuf-la-Forêt település Franciaországban, Haute-Vienne megyében. Lakosainak száma 1536 fő (2022. január 1.). Châteauneuf-la-Forêt Neuvic-Entier, La Croisille-sur-Briance, Linards, Sainte-Anne-Saint-Priest, Saint-Méard és Sussac községekkel határos.

## Népesség
A település népességének változása:
| Lakosok száma | 1629 | 1603 | 1583 | 1524 | 1523 | 1523 | 1524 | 1530 | 1536 |
|               | 2013 | 2015 | 2016 | 2017 | 2018 | 2019 | 2020 | 2021 | 2022 |